# 富山村 (岡山県真庭郡)
富山村（とやまそん）は、岡山県真庭郡にあった村。現在の真庭市古呂々尾中、下岩、清谷、高田山上、野、曲り、若代畝に当たる。

## 歴史
- 1889年（明治22年）6月1日 - 町村制施行に伴い、真島郡古呂々尾中村、下岩村、清谷村、高田山上村、野村、曲り村、若代畝村が合併して富山村となる。大字古呂々尾中に役場を置く。
- 1900年（明治33年）4月1日 - 真島郡が大庭郡と合併し、真庭郡となる。富山村は真庭郡所属に変更。
- 1902年（明治35年）4月1日 - 富山村が真庭郡井原村と合併して、富原村となる。富山村は廃止となった。

## 大字
現在はすべて真庭市の大字として存続している。
- 古呂々尾中（ころろびなか） 〒717-0736
- 下岩（しもいわ） 〒717-0735
- 清谷（せいたに） 〒717-0737
- 高田山上（たかたやまうえ） 〒717-0732
- 野（の） 〒717-0734
- 曲り（まがり） 〒717-0731
- 若代畝（わかしろうね） 〒717-0733

## 現在

### 教育
旧村内に現在教育機関なし

### 交通

#### 鉄道
旧村内に駅なし。JR姫新線が通過するのみ。

#### 道路

##### 高速道路
旧村内を走る高速道路なし

##### 国道
旧村内を走る国道なし

##### 県道
- 主要地方道
  - 岡山県道32号新見勝山線

- 一般県道
  - 岡山県道459号若代神代線

### 河川・山岳

#### 河川
- 岩井谷川
- 後谷川
- 首尾川
- 月田川
- 井田川

#### 山岳
- 京見山

### 寺院・神社

#### 寺院
- 安養寺

#### 神社
- 中尾神社
- 満賀利神社
- 清谷神社
- 金倉神社